# سینکونین
سینکونین (به انگلیسی: Cinchonine) با فرمول شیمیایی C19H22N2O یک ترکیب شیمیایی است. که جرم مولی آن ۲۹۴٫۳۹ گرم بر مول می‌باشد. 